# Avenue du Rhin
L'avenue du Rhin est une voie de la commune de Nancy, dans le département de Meurthe-et-Moselle, en région Lorraine.

## Situation et accès
La voie est située au nord-ouest de la commune, au sein du quartier Haut-du-Lièvre - Parc des Carrières - Gentilly, en Lorraine. L’avenue est partagée entre les localités de Nancy et de Laxou.

## Origine du nom
Elle porte le nom du Rhin fleuve d'Europe centrale et de l'Ouest, long de 1 233 km.